# Pedagoška psihologija
Pedagoška psihologija je psihološka znanstvena disciplina, ki je povezana z razvojno psihologijo (pa tudi kognitivno psihologijo oz. specifično učenjem), saj skuša razvojna spoznanja uporabiti za prilagajanje pedagoških ciljev razvojnim zmožnostim otrok.
Razvojne teorije, ki so jih prispevali klasiki razvojne psihologije npr. Lev Vigotski, Jean Piaget in ostali, so vplivale na didaktiko in ostale pedagoške discipline. 